# Jean-Christian Petitfils

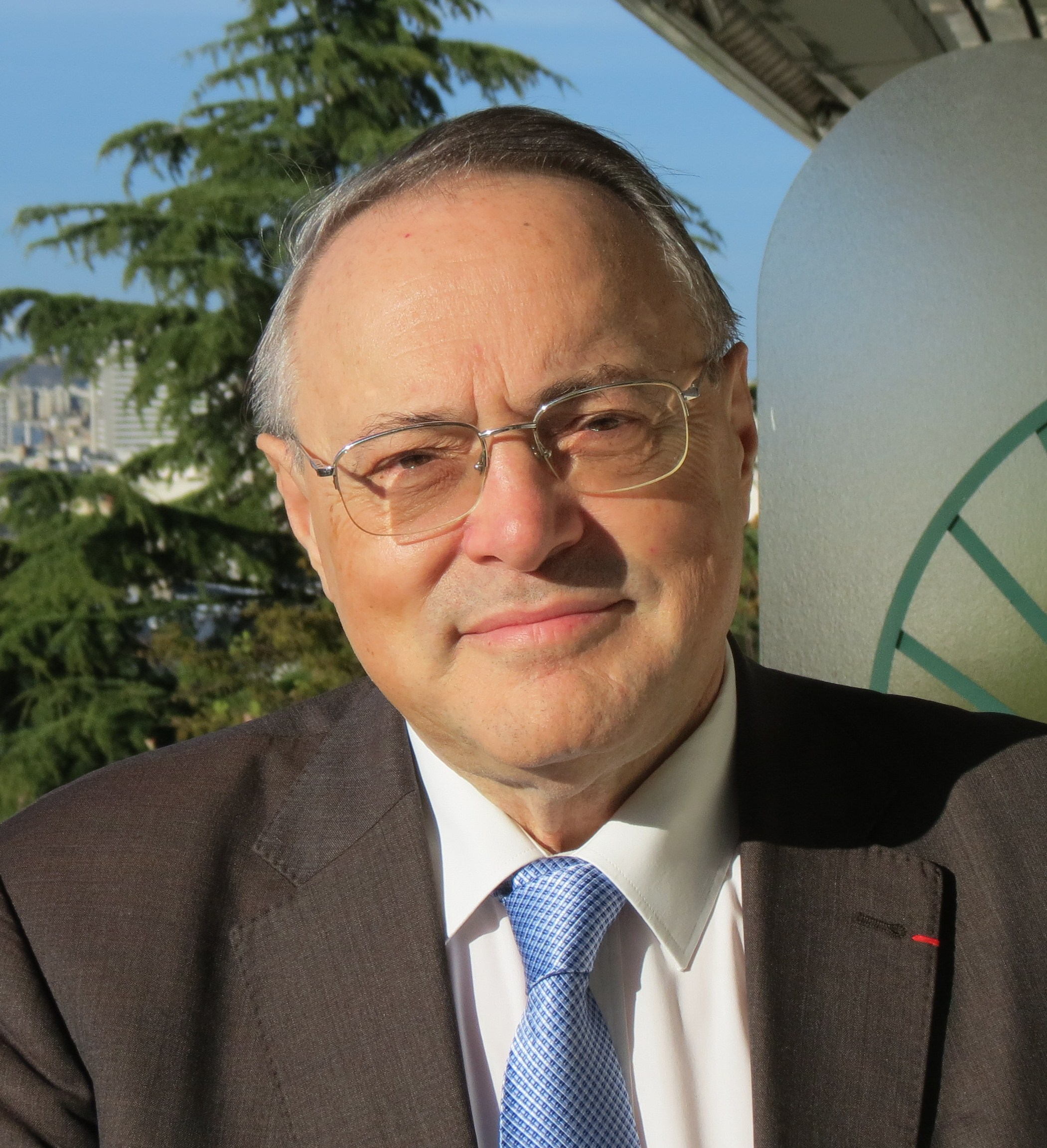
Petitfils in 2012

Jean-Christian Petitfils (Parijs , 25 december 1944) is een Frans historicus en schrijver. Vooral zijn boeken over Lodewijk XIV en over de historische Jezus werden zowel bij het publiek als in de kritiek positief onthaald. Van zijn Dictionnaire amoureux de Jésus werden meer dan 160.000 exemplaren verkocht. In 1996 won hij de Prijs voor beste biografie van de Académie française.
Petitfils studeerde aan de rechtenfaculteit, aan het Institut d'études politiques en aan de Sorbonne in Parijs. Hij is doctor in de politieke wetenschappen en licentiaat in publiekrecht en in geschiedenis. Hij werkte lange tijd in de banksector terwijl hij tegelijk werk uitgaf als historicus.